# Dockterrassen

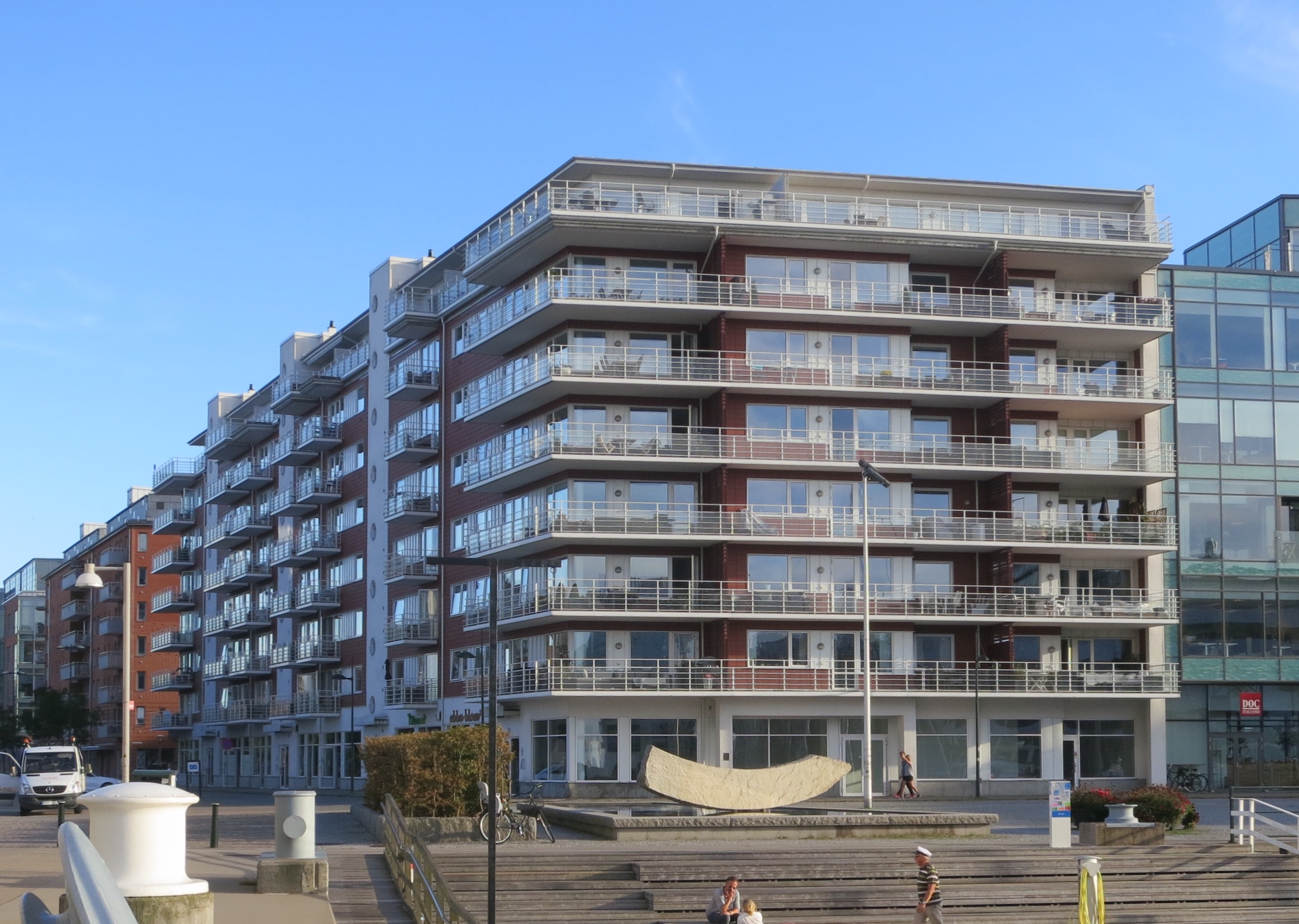
Dockterrassen

Dockterrassen är ett kvarter i Malmö vid Dockplatsen i Västra Hamnen på det gamla Kockumsområdet. Kvarteret rymmer främst bostäder men även butiker och en restaurang. Kvarteret Dockterrassen stod klart 2008 och belönades med Malmö stads stadsbyggnadspris 2009. Kvarteret byggdes av JM och ritades av arkitekterna Temagruppen och JWH arkitekter.
Kvarteret Dockterrassens fasader är i rött skärmtegel och vit puts och karaktäriseras av balkongerna som löper över husets hörn. Huset rymmer totalt 85 lägenheter.